# الكتابة في سلسلة آسيا
الكتابة في سلسلة آسيا هي سلسلة من الكتب الآسيوية التي نشرها هينمان من عام 1966 إلى عام 1996. بدأت السلسلة وحررها ليون كومبر، وجذبت الانتباه إلى العديد من الكتاب الآسيويين الناطقين باللغة الإنجليزية، مثل شيرلي غيوك لين ليم، والكتاب الغربيين في آسيا مثل أوستن ككوتس وسومرست موغام، والقصص الحديثة والكلاسيكية والروايات في الترجمة الإنجليزية من الملايو والإندونيسية والتايلاندية وغيرها. كما يعود الفضل للسلسلة في المساهمة بشكل بارز في الكتابة الإبداعية وخلق هوية إقليمية مشتركة بين الكتاب الناطقين باللغة الإنجليزية في جنوب شرق آسيا. بعد نشر أكثر من 110عنوان، انطوت السلسلة بعد استيلاء مجموعة من الناشرين على هينمان آسيا ومغادرة كومبر.

## حول تاريخ الكتابة في سلسلة آسيا
أسس ليون كومبر، ممثل جنوب شرق آسيا للكتب التعليمية سلسلة هاينمان المحدودة كمحرر عام في عام 1966 في سنغافورة مستوحاة من سلسلة الكتاب الأفارقة الناجحة والرائدة. يعتقد كومبر أن سلسلة مماثلة تركز في البداية على جنوب شرق آسيا كانت تستحق السعي «لإعطاء دفعة هائلة للكتابة الإبداعية في اللغة الإنجليزية… التي كانت لا تزال تُعد آنذاك شيئًا من الصحراء الثقافية». كما أراد نشر «مجموعة هائلة من الكتاب المحليين الذين يكتبون بلغاتهم المحلية» في جميع أنحاء آسيا بالترجمة الإنجليزية «لجعلها متاحة لجمهور أوسع للمطالعة» حيث شعر أن الناشرين الموجودين يركزون فقط على بلدانهم الفردية.
كانت السلسلة مدعومة بالأرباح المحققة من نشر الكتب المدرسية، نشرت السلسلة لأول مرة قصصًا صينية ماليزية حديثة في عام 1967. بيعت المقتطفات، التي جرى تحرير قصصها وترجمتها أساسًا إلى اللغة الإنجليزية من قبل لي سينكو مع مقدمة من هان سويين، بيعت بأكملها، ولكن كان من المقرر احتجاز لي سينكو دون محاكمة من قبل سلطات سنغافورة بموجب قانون الأمن الداخلي بسبب «الشوفينية الصينية» المزعومة.
حققت السلسلة نجاحًا تجاريًا بعد عقد من الزمن عندما أعيد طبع كتابين من كتب أوستن كويتس في سلسلة «أنا نفسي ماندارين» (1977، حوالي 1968) و«مدينة الوعود المكسورة» (1977، حوالي 1960)، وأصبحت الكتب الأكثر مبيعًا. الأول كان أيضًا مسلسلُا من قبل بي بي سي، وبث على إذاعة هونغ كونغ وبيعت حقوق الفيلم، في حين جرى تحويل الأخير إلى مسرحية في مهرجان هونغ كونغ للفنون عام 1978. ومن بين المؤلفات الأخرى الناجحة تجارياً سيرة تان كوك سينغ الذاتية «ابن سنغافورة» (1972)، التي بيع منها أكثر من 000 25 نسخة، ومجموعة كاثرين ليم للقصص القصيرة «ليتل آيرونيز: قصص سنغافورة» (1978)، التي بيعت منها 000 8 نسخة. بحلول عام 1988، استُخدم حوالي 15 عنوانًا في السلسلة ككتب مدرسية تكميلية في مدارس سنغافورة، ما ضمن المبيعات بالآلاف. .
بشكل ملحوظ، كجزء من هذه السلسلة، ترجم الأسترالي هاري أفلينج رواية الهارب لبراموديا أنانتا تور (1975، حوالي 1950) ورواية الحاج (زيارة) لإيوان سيماتوبانج (1969) من الإندونيسية إلى الإنجليزية. تعد رواية الحاج أول رواية إندونيسية حديثة فازت بأول جائزة آسيان الأدبية للرواية في عام 1977. كما لاقى المسلسل إشادة من النقاد عندما فازت مجموعة شيرلي جيوك لين ليم الأولى عبر شبه الجزيرة وقصص أخرى (1980) بجائزة الكومنولث للشعر، وهي أول مجموعة لآسيوية وامرأة. كما نشرت السلسلة العناوين الأولى لشعراء سنغافورة الرواد مثل إدوين ثمبو ولي تزو فنغ.
في عام 1982، أكد تشارلز شير، المدير العام آنذاك لكتب هاينمان التعليمية، أن السلسلة توقفت عن نشر الشعر بسبب ضعف المبيعات. . وفي سنة، بعد 1985نشر أكثر من 70عنواناً، تركت كومبر السلسلة بعدما تسلمت مجموعة من الناشرين اسم هاينمان آسيا. وفي وقت لاحق، لاحظ كومبر أنه من الناحية التجارية، حقق هاينمان «القليل جدًا» من السلسلة، رغم أنه لم يخسر الكثير، مع دعم مبيعات نشر الكتب المدرسية للسلسلة. استمرت السلسلة حتى عام 1996، واستأنفت نشر الشعر وتنويع تركيزها خارج الخيال الأدبي إلى قصص الأشباح.
ومنذ ذلك الحين أعيد نشر بعض عناوين سلسلة الكتابة في آسيا من قبل شركات أخرى، مثل رواية أوركيد العقرب للكاتب لويد فرناندو (1976) من قبل إيبيغرام بوكس في عام 2014.